# Liste von Tsunamis
Diese Liste von Tsunamis führt Ereignisse auf, bei denen durch zeitgenössische Berichte und geologische Untersuchungen Tsunamis als Folge von Vulkanausbrüchen, Erdbeben und untermeerischen Erdrutschen nachgewiesen wurden. Tsunamis wurden auch in Binnenseen beobachtet.

## Liste

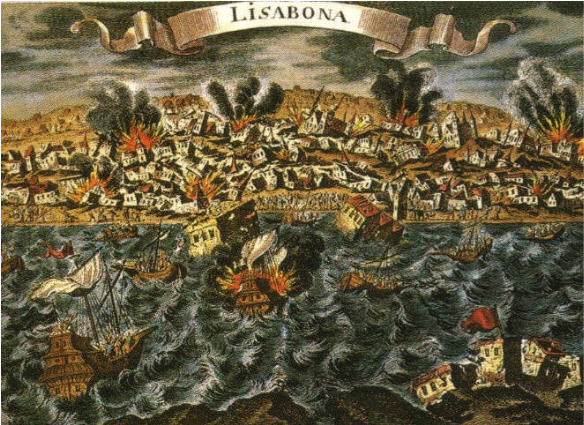
Großbrand und Tsunami in Lissabon, 1755
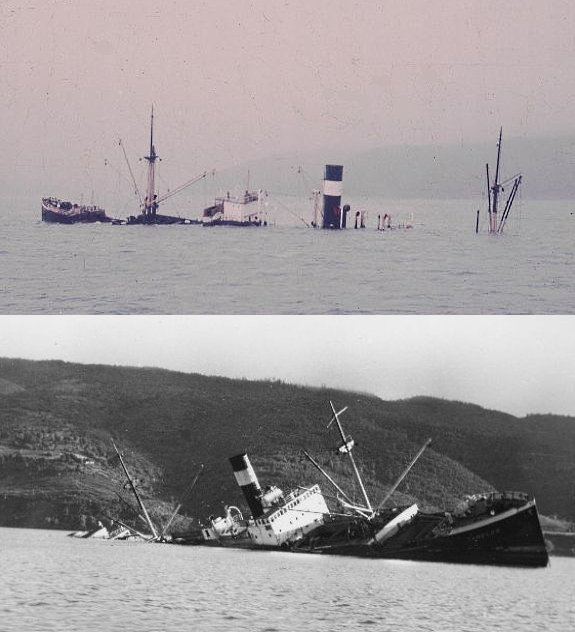
Schiffswracks verursacht durch Erdbeben und Tsunami, Chile 1960
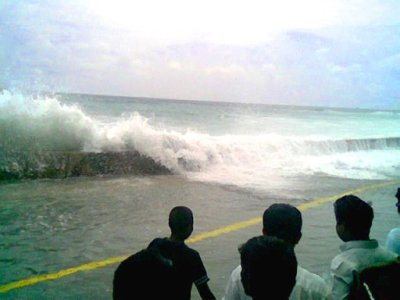
Großer Tsunami von 2004 beim Auftreffen auf die maledivische Küste
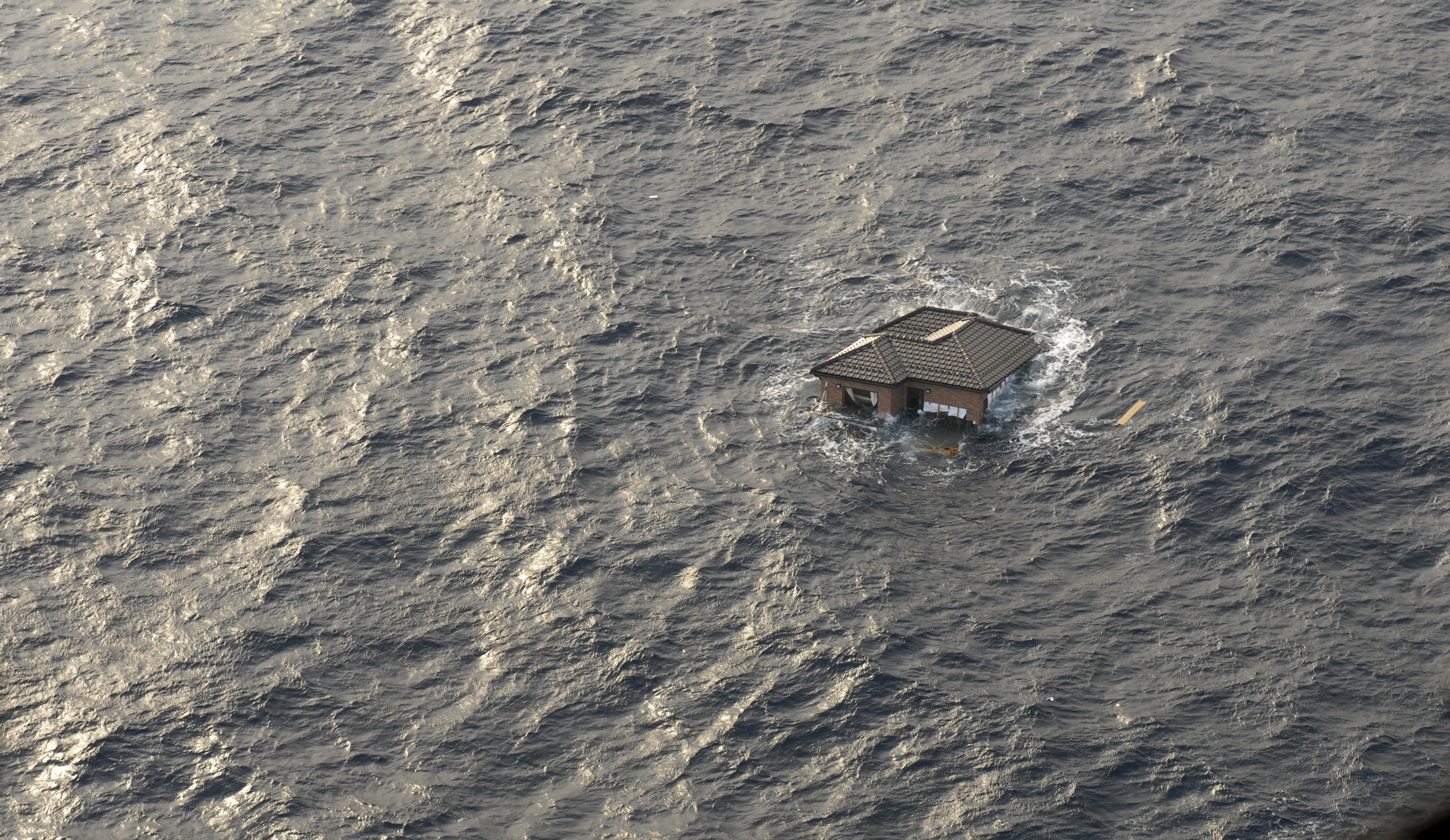
Ins Meer gespültes Wohnhaus vor der japanischen Küste, März 2011

### Prähistorisches Zeitalter
In prähistorischer Zeit kamen enorme Tsunamis von mehreren hundert Metern Höhe vor. Sie entstanden beispielsweise durch gewaltige Hang- oder Bergrutsche, die aufgrund von vulkanischen Tätigkeiten oder infolge von Erdbeben sich ereigneten, zum Beispiel auf den Inseln Hawaiis vor etwa 105.000 Jahren. Als ein weiteres Beispiel wären etwa vor grob 8.200 Jahren die Rutschungen im Becken vor der norwegischen Küste zu nennen. Darüber hinaus ereigneten sich in der Erdgeschichte auch Meteoriteneinschläge, die, wenn sie sich im Ozean ereigneten, gewaltige Wellen erzeugten. Solche Tsunamis können durch Ablagerungen von so genannten Tsunamiten und Felsproben und ihre Datierung rekonstruiert werden.
| Zeitpunkt                     | Ereignis                                                       | Beschreibung |
| ----------------------------- | -------------------------------------------------------------- | --- |
| vor etwa 145 Millionen Jahren | Meteoriteneinschlag in der Barentssee (Mjølnir-Impakt)         | Im Gebiet der heutigen Barentssee ereignete sich ein Meteoriteneinschlag, wobei der auftreffende Himmelskörper einen Durchmesser von geschätzt zwei Kilometern besaß. Der Einschlag hinterließ einen etwa 40 Kilometer messenden, unterseeischen Krater und löste Tsunamis von mehreren hundert Metern Höhe aus. Sedimentablagerungen des Ereignisses konnten in Frankreich im Jahr 2000 sowie in Schweden und im norwegischen Skånland im Jahr 2006 nachgewiesen werden. |
| vor etwa 66 Millionen Jahren  | Meteoriteneinschlag vor Yucatán (Chicxulub-Impakt)             | Der Einschlag eines vermutlich zehn Kilometer im Durchmesser messenden Himmelskörpers, dieser Impakt an der Kreide-Paläogen-Grenze wird auch, je nach Theorie, mit dem Aussterben der meisten Dinosaurier in Verbindung gebracht, östlich der Halbinsel Yucatán generierte entlang der Küsten des Tethys-Ozeans, so etwa im Gebiet des heutigen US-Bundesstaates Texas, gewaltige Megatsunamis von vermutlich um die 1.000 Meter Höhe. Die seismischen Erschütterungen waren derart stark, dass durch sie noch in rund 3.000 Kilometern Entfernung Wellen von bis zu 100 Metern Höhe verursacht wurden (was im heutigen North Dakota nachgewiesen werden konnte).                                                                                            |
| vor etwa 66 Millionen Jahren  | Meteoriteneinschlag vor Westafrika (Nadir-Impakt)              | Vor der Küste Westafrikas, etwa 800 Kilometer südwestlich von Guinea, wurde erst in den letzten Jahren eine unterseeische Einschlagstruktur von etwa neun Kilometern Durchmesser in rund 900 Metern Wassertiefe gefunden. Nach gegenwärtigem Stand der Forschung schlug an der Kreide-Paläogen-Grenze, d. h. beinahe parallel zum Meteoriteneinschlag vor Yucatán, wobei „beinahe“ im Kontext der Erdzeitalter hierbei eine zeitliche Differenz von geschätzt ein bis zwei Millionen Jahren bedeutet, ein vermutlich etwa 400 Meter im Durchmesser messender Himmelskörper in den Tethys-Ozean. Der Einschlag könnte Tsunamis von bis zu 800 Metern Höhe ausgelöst haben.                                                                                    |
| vor etwa 2,2 Millionen Jahren | Meteoriteneinschlag in der Bellingshausen-See (Eltanin-Impakt) | Nach verschiedenen Theorien könnte ein Impakt-Ereignis, wobei in diesem Kontext zumeist von einem Himmelskörper mit einem Durchmesser von maximal etwa vier Kilometern ausgegangen wird, im Südpazifik, südwestlich Kap Hoorn, vor etwa 2,2 Millionen Jahren einen Tsunami von bis zu 300 Meter Höhe ausgelöst haben. Hinweise auf diesen Einschlag wurden 1981 anhand einer erhöhten Iridium-Konzentration sowie aufgrund meteoritischer Splitter in Sedimentkernen gefunden. Diese Kerne waren bereits 1965 von dem US-Forschungsschiff Eltanin aus mehreren tausend Metern Tiefe vom Ozeangrund emporgebracht worden. |
| vor etwa 1,4 Millionen Jahren | Vulkanausbruch und Bergrutsch auf Molokaʻi                     | Beim Ausbruch des Vulkans Mauna Kamakou auf der zum Hawaii-Archipel gehörenden Insel Molokaʻi rutschte die gesamte Ostflanke beziehungsweise etwa ein Drittel des Vulkans in den Ozean. In der Folge entstanden am Eintauchpunkt der Gesteinsmassen Tsunamis von geschätzt bis zu 600 Metern Höhe. Die Wellen überquerten weite Teile des Pazifiks und konnten durch Sedimentablagerungen noch an der Küste des heutigen Mexiko sowie in Kalifornien nachgewiesen werden. |
| vor etwa 170.000 Jahren       | Vulkanausbruch und Bergrutsch auf Teneriffa                    | Vermutlich nach einem Vulkanausbruch und/oder einem Erdbeben rutschte die nördliche Flanke des Vulkans Teide ins Meer und löste einen Tsunami aus. Aufgrund von Gesteins- und Sedimentablagerungen entlang der Nordküste Teneriffas ließ sich nachweisen, dass der hierdurch verursachte Tsunami Anbrandungshöhen von mindestens 132 Metern erreicht haben muss. |
| vor etwa 105.000 Jahren       | Unterseeische Trümmerlawine im Hawaii-Archipel                 | Auf der Insel Lānaʻi lassen sich bis in eine Höhe von über 300 Metern Sedimentablagerungen eines Tsunami nachweisen, der vor ca. 105.000 Jahren sich ereignet hatte. Auf Maui und Oahu finden sich dererlei Ablagerungen noch in mehr als 80 Metern Höhe. Nachforschungen haben Reste von unterseeischen Schutt- und Trümmerlawinen, die bis zu 5.000 km³ Gesteinsmaterial umfassen, als mögliche Ursache lokalisiert. Möglicherweise geschahen die enormen Rutschungen nach einem unterseeischen Vulkanausbruch. |
| vor etwa 73.000 Jahren        | Bergrutsch auf den Kapverdischen Inseln                        | Vermutlich nach einem Ausbruch oder nach einem Erdbeben rutschte vor ca. 73.000 Jahren die gesamte Ostflanke des heutzutage rund 2.800 Meter hohen Vulkans Pico do Fogo ins Meer und verursachte einen Megatsunami von bis zu 170 Metern Höhe; es lassen sich in diesem Kontext Anbrandungshöhen von bis 270 Metern auf der etwa 60 Kilometer nordöstlich gelegenen Nordspitze der Insel Santiago nachweisen, wo große Felsblöcke in rund 220 Metern Höhe abgelagert wurden. |
| vor etwa 8.300 Jahren         | Bergrutsch am Ätna (Ätna-Tsunami)                              | Ein Bergsturz von 25 bis 35 km³, der an der Ostflanke des Ätna sich ereignete, ins Ionische Meer verursachte den sogenannten Ätna-Tsunami im östlichen Mittelmeer. Der Tsunami erreichte Höhen von bis zu 34 Metern in Süditalien und noch von rund 18 Metern Höhe auf Malta. |
| vor etwa 8.200 Jahren         | Storegga-Rutschung ins Norwegenbecken                          | Das unterseeische Abrutschen einer sehr großen Menge von Schutt vom Kontinentalschelf ins Meeresbecken vor Norwegen hat 95.000 km² Fläche betroffen, ±2.800 km³ Volumen bewegt und 250 km³ davon als Trübungsniederschlag im Becken abgesetzt. Die Sedimente im Meer wurden via Radiocarbonmethode datiert und passen zeitlich zu Tsunamis zugeschriebenen Aufschüttungen auf den Shetland-Inseln bis zu 20 m hoch über dem Meeresspiegel, in Norwegen (bis 11 m) und in Schottland (bis 6 m). 2008 wird von Weninger et al. eingeschätzt, dass die Storegga-Rutschung via Flutwelle durch eine rasche finale Überschwemmung von Doggerland (nordwestlich der Niederlande) 700 bis 3.000 Menschen tötete und auch England endgültig vom Kontinent abtrennte. |
| vor etwa 7.700 Jahren         | Bergrutsch vor Westgrönland                                    | Vor der Westküste Grönlands, etwa im Bereich der Sullorsuaq-Straße (Nuussuaq-Halbinsel, Avannaata Kommunia), muss sich vor rund 7.700 Jahren ein Bergrutsch ereignet haben, der nachfolgend einen Tsunami auslöste. Im Bereich der heutigen Siedlungen Alluttoq und Saqqaq konnten Anbrandungshöhen von bis zu 66 Metern Höhe nachgewiesen werden. Im gleichen Gebiet kam es rund 350 Jahre später beziehungsweise vor vermutlich etwa 7.350 Jahren zu einem erneuten Tsunami-Ereignis – auch dieses wurde von einem Bergrutsch ausgelöst –, das ähnliche Anbrandungshöhen erreichte. |
| unbekannt                     | Comer See                                                      | 2007 fanden Geologen Sedimentanomalien im See, die auf zwei Tsunamis hinweisen. |

### Antike
| Zeitpunkt          | Ereignis                             | Beschreibung | Tote |
| ------------------ | ------------------------------------ | --- | --- |
| etwa 1.800 v. Chr. | Erdbeben südlich von Caldera (Chile) | Ein sehr schweres Erdbeben der Magnitudenstärke von geschätzt 9,5 erschütterte die nördliche Küstenregion Chiles, wobei das Epizentrum südwestlich der heutigen Stadt Caldera lag. Der nachfolgende Tsunami soll Höhen von bis zu 20 Metern erreicht und vermutlich um die 1.000 Kilometer Küstenlinie entlang der Atacama-Wüste verwüstet haben. Archäologische Untersuchungen lassen darauf schließen, dass die betroffenen Küstenregionen nach dem Ereignis für fast 1.000 Jahre nicht mehr besiedelt wurden. | |
| etwa 1.550 v. Chr. | Minoische Eruption                   | Ein schwerer Vulkanausbruch auf Santorin (möglicherweise VEI 7) zerstörte große Teile der Insel und schuf eine mehrere Kilometer im Durchmesser messende und bis zu 390 Meter tiefe Caldera. Der Ausbruch soll nach Meinung einiger Forscher bis zu 60 Meter hohen Wellen entlang der Küsten des gesamten östlichen Mittelmeerraumes verursacht haben. Möglicherweise waren die Wellen auch deutlich höher, denn es wurden beispielsweise auf der Insel Anafi Sedimentablagerungen in einer Höhe von 250 Metern über dem Meeresspiegel gefunden. Bis vor einigen Jahrzehnten nahmen einige Forscher an, dass die Flutwelle zur Auslöschung der minoischen Kultur geführt hat. Die minoische Kultur bestand jedoch noch mindestens ein halbes Jahrhundert weiter. | Über ein erstes gefundenes Opfer, den an der türkischen Küste in Çeşme von vier Tsunamiwellen verschütteten Çeşme-Mann, wird erstmals 2021 wissenschaftlich berichtet. |
| etwa 1.171 v. Chr. | Tsunami in der Ostsee                | Untersuchungen am See Mälaren in Schweden, der bis ins 10. Jahrhundert hinein noch direkt mit der Ostsee verbunden war, brachten Ablagerungen zum Vorschein, die auf ein Tsunami-Ereignis um 1.171 v. Chr. hindeuten. Dabei konnten Wellenhöhen von geschätzt etwa zehn Metern (Anbrandungs- und Auflaufhöhen bis ca. 16,5 Meter) nachgewiesen werden. Was genau den Tsunami verursachte, ist bislang unklar. Möglicherweise löste ein Erdbeben oder ein Austritt von Methangas am Meeresboden den Tsunami aus. | |
| 479 v. Chr.        | Erdbeben in der nördlichen Ägäis     | Ein Erdbeben von vermutlich einer Magnitudenstärke von 7,0 erschütterte die nördliche Ägäis. Es verursachte den ältesten genau datierbaren Tsunami, dessen Details vom griechischen Historiker Herodot überliefert wurden. Die persischen Belagerer von Potidaia wurden von einer riesigen Welle überrascht, als sie sich das unerwartet zurückziehende Meer zunutze machen wollten, um die Stadt anzugreifen. Herodot schrieb das Auftreten der rettenden Flutwelle, die allerdings in der Stadt selbst schwere Schäden verursachte, dem Meeresgott Poseidon zu. | |
| 426 v. Chr.        | Erdbeben im Golf von Euböa           | Der Historiker Thukydides beschreibt in seinem Werk Der Peloponnesische Krieg anhand des Erdbebens im Golf von Euböa 426 v. Chr. erstmals den ursächlichen Zusammenhang des Auftretens von Erdbeben und nachfolgenden Flutwellen. | |
| 373 v. Chr.        | Erdbeben im Golf von Korinth         | Ein schweres Erdbeben und ein nachfolgender Tsunami zerstörten die (seinerzeit) etwa zwei Kilometer von der Küste gelegene Stadt Helike im Norden der Peloponnes restlos. Vermutlich bedingt durch das Erdbeben sank das Gebiet der Stadt ab; da die Wassermassen nicht zurückgingen, bildete sich für mehrere Jahrhunderte eine Art Lagune, wobei die Ruinen der Stadt noch im 2. Jahrhundert n. Chr. unter der Wasseroberfläche gesehen werden konnten. Die Katastrophe wurde von mehreren antiken Geographen beschrieben und könnte einer Theorie zufolge den Zeitzeugen Platon zum Mythos von Atlantis angeregt haben. | |
| 365 n. Chr.        | Erdbeben vor Kreta 365               | Der römische Historiker Ammianus Marcellinus (Res Gestae 26.10.15-19) berichtete von einem gewaltigen Tsunami von bis zu 30 Metern Höhe, der, ausgelöst durch ein Erdbeben von vermutlich einer Magnitudenstärke von 8,0 südlich von Kreta, am 21. Juli 365 die östlichen Küsten des Mittelmeeres heimsuchte und den Tod Zehntausender von Menschen zur Folge hatte. Ammianus schilderte dabei genau die charakteristische Abfolge von Erdbeben, Rückzug des Meers und heranrollender Riesenwelle im Bereich der Stadt Alexandria, welche stark zerstört wurde (Schiffe im Hafen wurden durch die Welle bis zu zwei Kilometer weit landeinwärts versetzt). | mehrere zehntausend |

### 6. Jahrhundert
| Zeitpunkt | Ereignis                                      | Beschreibung | Tote                             |
| --------- | --------------------------------------------- | --- | -------------------------------- |
| 563       | Bergrutsch am Genfersee (Tauredunum-Ereignis) | Ein Bergrutsch in das östliche Areal des Genfersees im Jahr 563 löste einen Tsunami von geschätzt bis zu 16 Metern Höhe aus. Im Gebiet von Lausanne soll die Welle etwa 13 Meter Höhe gemessen haben. Über die Zahl der Opfer gibt es keine gesicherten Angaben, wobei jedoch Marius von Avenches, Bischof von Aventicum und Geschichtsschreiber, von zahlreichen Todesopfern und schweren Zerstörungen entlang des Seeufers berichtete. Weitere Tsunami-Ereignisse auf dem Genfersee lassen sich für die Jahre 235, 700, 1584 (siehe unten) und 1730 nachweisen. | namhafte Anzahl entlang der Ufer |

### 7. Jahrhundert
| Zeitpunkt        | Ereignis                    | Beschreibung | Tote               |
| ---------------- | --------------------------- | --- | ------------------ |
| 26. November 684 | Erdbeben südöstlich Shikoku | Ein Erdbeben mit einer Magnitudenstärke von vermutlich 8,3 bis 8,4 südöstlich von Shikoku, auch als Hakuhō- bzw. Tenmu-Erdbeben bezeichnet, löste einen Tsunami von geschätzt etwa vier bis fünf Metern Höhe entlang der Küstenlinien des südöstlichen Japan aus. Über die Anzahl der Opfer gibt es keine gesicherten Angaben, Schätzungen reichen bis zu etwa 500 Todesopfern. Mit diesem Erdbeben bzw. diesem Tsunami begann in Japan die gezielte Aufzeichnung von solcherlei Naturkatastrophen. | geschätzt etwa 500 |

### 9. Jahrhundert
| Zeitpunkt   | Ereignis               | Beschreibung | Tote       |
| ----------- | ---------------------- | --- | ---------- |
| 9. Juli 869 | Jōgan-Sanriku-Erdbeben | Ein durch das Jōgan-Sanriku-Erdbeben (Magnitudenstärke von geschätzt 8,0 bis 8,6), dessen Epizentrum östlich des nördlichen Honshū lag, ausgelöster Tsunami von vermutlich bis zu elf Metern Höhe verwüstete mehrere hundert Kilometer Küstenlinie der japanischen Region Tōhoku, die Welle zerstörte nach den Aufzeichnungen hunderte von Dörfern und drang bei Sendai mehr als vier Kilometer weit in das Landesinnere vor. Etwa 1.000 Menschen kamen ums Leben. | etwa 1.000 |

### 14. Jahrhundert
| Zeitpunkt         | Ereignis                | Beschreibung | Tote            |
| ----------------- | ----------------------- | --- | --------------- |
| 25. November 1343 | Bergrutsch am Stromboli | Vermutlich nach einem Erdbeben rutschte ein Teil der Nordostflanke des Vulkans Stromboli (geschätzt etwa ein bis 1,5 km³ Gestein) ins Tyrrhenische Meer. Die Gesteinsmassen verursachten einen vermutlich bis zu neun Meter hohen Tsunami, der die etwa 200 Kilometer nördlich des Vulkans gelegene Stadt Neapel schwer verwüstete. Weitere Schäden wurden aus anderen Hafenstädten entlang der Amalfiküste gemeldet. Das Ereignis wurde von dem italienischen Dichter und Geschichtsschreiber Francesco Petrarca dokumentiert und beschrieben. Über die Zahl der Opfer gibt es keine genauen Angaben, jedoch werden zumeist hunderte von Opfern genannt. | mehrere hundert |

### 16. Jahrhundert
| Zeitpunkt     | Ereignis                   | Beschreibung | Tote     |
| ------------- | -------------------------- | --- | -------- |
| 11. März 1584 | Felssturz am Genfersee     | Ein Erdbeben mit einer Magnitudenstärke von geschätzt 5,9 bis 6,3 im Kanton Waadt löste einen Felssturz oberhalb von Yvorne aus. Die Felsmassen verursachten einen bis zu 13 Meter hohen Tsunami, der unter anderem Genf und Lausanne überschwemmte. Etwa 320 Menschen kamen ums Leben, wobei der überwiegende Teil der Opfer vermutlich jedoch den direkten Folgen des Erdbebens an Land und nicht der Flutwelle zuzuschreiben ist.                                                    | etwa 320 |
| 10. Juli 1586 | Erdbeben westlich von Lima | Ein starkes Erdbeben mit einer Magnitudenstärke von geschätzt 8,1 ereignete sich westlich der peruanischen Stadt Lima (seinerzeit zum spanischen Vizekönigreich Peru gehörend) im Pazifik. Das Beben löste einen Tsunami mit Anbrandungshöhen von bis zu 26 Metern aus. An einigen Stellen sollen die Wellen bis zu zehn Kilometer weit ins Landesinnere vorgedrungen sein. Die Zahl der Opfer war trotz der Stärke des Bebens vergleichsweise niedrig und wird mit 22 Toten angegeben. | 22       |

### 17. Jahrhundert
| Zeitpunkt          | Ereignis                         | Beschreibung | Tote                                                  |
| ------------------ | -------------------------------- | --- | ----------------------------------------------------- |
| 18. September 1601 | Erdbeben in Unterwalden          | Ein Erdbeben mit Zentrum in Unterwalden in der Zentralschweiz forderte angeblich acht Tote. Erschütterungen waren in der ganzen damaligen Schweiz zu spüren. Die durch das Erdbeben ausgelösten Erdrutsche führten zu einer vermutlich bis zu vier Meter hohen Flutwelle im Vierwaldstättersee, die in der Stadt Luzern beträchtliche Schäden anrichtete. Das Ereignis wurde vom damaligen Stadtschreiber Renward Cysat ausführlich beschrieben. Es handelt sich um einen der ersten durch einen Augenzeugen gut dokumentierten Tsunami. | vermutlich 8                                          |
| 3. Februar 1605    | Keichō-Nankaidō-Erdbeben         | Ein schweres Erdbeben mit einer Magnitudenstärke von geschätzt 7,9 erschütterte die Südküste von Honshū. Das Beben löste einen Tsunami aus, der Höhen von bis zu zehn Metern erreichte (entlang der Küsten der Bōsō-Halbinsel wurden sogar Höhen von bis zu 30 Metern erreicht) und welcher die Südküsten von Kinki und Chūbu schwer verwüstete. In Hirogawa in der Präfektur Wakayama wurden rund 700 Häuser ins Meer gerissen. Die Burg Kakegawa in der Provinz Tōtōmi wurde schwer beschädigt. Über die Zahl der Opfer gibt es keine gesicherten Angaben, Schätzungen gehen jedoch von mehr als 5.000 Toten aus, die alleine dem Tsunami zuzuschreiben sind. | mindestens 5.000                                      |
| 20. Januar 1607    | Überschwemmungen am Bristolkanal | Schwere Überschwemmungen am Bristolkanal, wobei die Flutwellen zwischen fünf und mehr als sieben Meter Höhe erreichten, forderten zwischen 500 und 2.000 Todesopfer. Über 500 Quadratkilometer Farmland wurden überschwemmt. Die Ursache für die Flutkatastrophe ist nicht zur Sicherheit geklärt. Verantwortlich für die Flutwellen könnte ein Seebeben gewesen sein, allerdings wird auch die Möglichkeit in Erwägung gezogen, dass ein Sturmtief in Kombination mit starken auflandigen Winden und einem vergleichsweise starken Tidenhub zur Katastrophe beigetragen haben könnte. | mindestens 500, insgesamt möglicherweise bis zu 2.000 |
| 2. Dezember 1611   | Keichō-Sanriku-Erdbeben          | Ein schweres Erdbeben mit einer Magnitudenstärke von 8,1 nordöstlich von Honshū löste einen Tsunami aus, der mit Wellenhöhen von bis zu 20 Metern auf die Sanriku-Küste traf. Unter anderem die Präfektur Iwate wurde schwer verwüstet. An einigen Stellen drang das Wasser bis zu vier Kilometer ins Landesinnere vor. Geschätzt etwa 5.000 Menschen kamen ums Leben, alleine in der Stadt Ōtsuchi sollen 800 Menschen ertrunken sein. | mindestens 5.000                                      |
| 26. Januar 1700    | Kaskadien-Erdbeben               | Ein sehr schweres Erdbeben mit einer Magnitudenstärke von geschätzt 8,7 bis 9,2 im Bereich der Cascadia-Subduktionszone vor der heutigen US-Westküste, generierte einen Tsunami, der mit Anbrandungshöhen von geschätzt 20 Metern auf die Küsten der heutigen US-Bundesstaaten Washington und Oregon sowie des heutigen British Columbia traf. Die Wellen überquerten den Pazifik und erreichten noch in Japan Höhen von etwa fünf Metern. Da in Japan zuvor kein Erdbeben stattgefunden hatte oder verzeichnet wurde, erhielt der Tsunami dort den Beinamen „der verwaiste Tsunami“. Über die Zahl der Opfer gibt es keine gesicherten Informationen. Belegt ist jedoch, dass an der US-Westküste und in British Columbia zahlreiche Dörfer der indianischen Urbevölkerung beziehungsweise der First Nations zerstört wurden, so starben beispielsweise rund 600 Menschen alleine auf Vancouver Island. | mindestens 600, insgesamt mehrere tausend             |

### 18. Jahrhundert
| Zeitpunkt        | Ereignis                                   | Beschreibung | Tote                                                    |
| ---------------- | ------------------------------------------ | --- | ------------------------------------------------------- |
| 29. August 1741  | Vulkanausbruch auf der Insel Oshima-Ōshima | Ein Ausbruch auf der westlich von Hokkaidō gelegenen Vulkaninsel Oshima-Ōshima (VEI 4) führte zu einer Teilabrutschung der Bergflanke des Vulkans, wobei etwa 2,2 bis 2,4 km³ Gestein ins Meer stürzten. Die Rutschung verursachte am Einschlagpunkt der Geröllmassen einen Tsunami von bis zu 90 Metern Höhe. Die Welle traf später mit Anbrandungshöhen von bis zu 20 Metern auf Dörfer entlang der Küste der Oshima-Halbinsel. Mindestens 1.600 Menschen kamen ums Leben, wobei Schätzungen indessen auch bis zu rund 2.000 Todesopfern reichen. | mindestens 1.600, insgesamt möglicherweise bis zu 2.000 |
| 28. Oktober 1746 | Erdbeben nordwestlich von Lima             | Ein schweres Erdbeben mit einer Magnituden-Stärke von geschätzt 8,6 bis 8,8 ereignete sich etwa 90 Kilometer nordwestlich der peruanischen Stadt Lima (seinerzeit zum spanischen Vizekönigreich Peru gehörend). Das Beben verursachte mehrere Tsunamis, die mit Höhen von bis zu 24 Metern auf die Küste trafen. Vor allem die Hafenstädte Callao und Chancay wurden durch die Wellen schwer zerstört. Insgesamt starben rund 6.000 Menschen, wobei ca. 1.200 Opfer den Auswirkungen des Erdbebens an Land zugerechnet wurden. Somit wären die Tsunamis für geschätzt 4.800 Todesopfer verantwortlich. | mindestens 4.800                                        |
| 1. November 1755 | Erdbeben von Lissabon                      | Ein sehr starkes Erdbeben mit einer Magnituden-Stärke von geschätzt 8,5, dessen Epizentrum etwa 200 Kilometer südwestlich des Cabo de São Vicente lag, zerstörte rund 70 Prozent der portugiesischen Hauptstadt Lissabon. Infolge des Erdbebens brachen zahlreiche Brände in der Stadt aus. Als die Einwohner vor den Flammen an das Ufer des Tejo flüchteten, wurden sie dort, etwa 40 Minuten nach den ersten Erdstößen, von mehreren durch das Beben ausgelösten Tsunamis überrascht. Die Wellenhöhen lagen zwischen sechs und 20 Metern. Der Tsunami machte sich noch in Irland und jenseits des Atlantiks auf den Kleinen Antillen bemerkbar, Madeira wurde von 15 Meter hohen Wellen erreicht. Das Erdbeben war auch in Venedig deutlich zu spüren und wird von Giacomo Casanova in seinen Memoiren („Geschichte meines Lebens“) erwähnt. Insgesamt starben mindestens 30.000 Menschen, wobei aber nach anderen Schätzungen die Opferzahlen auch deutlich höher gelegen haben könnten (60.000?). | mindestens 30.000                                       |
| 24. April 1771   | Erdbeben östlich der Yaeyama-Inseln        | Ein starkes Erdbeben mit einer Magnituden-Stärke von 7,4 östlich der Yaeyama-Inseln (damals Teil des Königreiches Ryūkyū) verursachte einen Tsunami, der vermutlich mit Anbrandungshöhen von bis zu 85 Metern (andere Quellen geben Anbrandungshöhen von 30 Metern an) auf die Inseln Ishigaki-jima und Miyako-jima traf. Auf Shimoji-jima wurden Korallenblöcke von der Größe eines Hauses an Land abgelagert. Insgesamt kamen 13.486 Menschen ums Leben, davon alleine rund 8.400 auf Ishigaki-jima. | 13.486                                                  |
| 21. Mai 1792     | Vulkanausbruch am Unzen-Vulkankomplex      | Kurze Zeit nach dem Ausbruch des zum Unzen-Vulkankomplex gehörenden Vulkans Fugen-dake auf Kyūshū, kollabierte infolge eines Erdbebens die Ostflanke des Vulkans Mayuyama und rutschte mit bis zu 200 km/h in den Ozean. Der durch die Gesteinslawine ausgelöste Tsunami erreichte Höhen von bis zu 20 Meter beziehungsweise Anbrandungshöhen an der Küste von bis zu 55 Metern und zerstörte die Stadt Shimabara nahezu vollständig. Etwa 15.000 Menschen kamen ums Leben. Es handelt sich bis heute um die folgenschwerste geologische Eruption in Japan. | etwa 15.000                                             |

### 19. Jahrhundert
| Zeitpunkt               | Ereignis                                                                              | Beschreibung | Tote                                               |
| ----------------------- | ------------------------------------------------------------------------------------- | --- | -------------------------------------------------- |
| 20. Februar 1835        | Concepción, Chile                                                                     | Das Beben wurde von Charles Darwin beschrieben. Es begann um 11:30 und dauerte zwei Minuten. Es führte zur Zerstörung sämtlicher Häuser der Stadt. Der zu Concepción gehörende Hafenort Talcahuano wurde von dem nachfolgenden Tsunami fast komplett ins Meer gespült. Dieser erreichte laut Darwin eine Höhe von 23 englischen Fuß (ca. 7 Meter) über dem höchsten Pegelstand einer Springflut. | weniger als 100 in Concepción, ca. 5.000 im Umland |
| 23. Januar 1855         | Wairarapa, Neuseeland                                                                 | Das Beben der Magnitude 8,1 bis 8,2 löste mehrere Tsunami-Ereignisse aus. Der Hafen von Wellington wurde zweimal überschwemmt, die Cook-Straße war betroffen und bei Te Kopi an der Südküste von Wairarapa wurden Hütten 8 m über Meereshöhe zerstört. |                                                    |
| 13. Mai 1857            | Erdbeben von Timor 1857                                                               | Das Beben entstand durch die Wetar-Verschiebung und warf Menschen zu Boden und zerstörte einen Teil der Mauer des Forts in Dili. Ein Tsunami führe zu Zerstörungen an der Nordküste Timors. | 40                                                 |
| 05. Juni 1858           | Nordsee-Tsunami (?)                                                                   | An dänischen Küsten werden Wellenhöhen von über 6 m erreicht. Sylt, Wangerooge und Helgoland, die Nordseeküste Deutschlands ist betroffen, weniger stark auch Frankreich, England, die Niederlande. |                                                    |
| 13. bis 15. August 1868 | Seebeben Mag 9,0 vor der Grenze Chile-Peru, Tsunamis in Chile, Südamerika, Neuseeland | Nach einem Seebeben vor der südamerikanischen Küste richtete ein Tsunami in Chile und an den Ostküsten von Neuseeland sowie Australien erheblichen Schaden an. Tausende Menschen starben dadurch. Das Ereignis führte zur frühen geowissenschaftlichen Erklärung durch Ferdinand von Hochstetter. Der Tsunami, der Neuseeland erreichte, war der am weitesten gereiste dokumentierte. Nach 15 Stunden entsteht der erste Tsunami an den Chathaminseln. Später auf der Halbinsel Banks der Südinsel senkt sich das Wasser am Kai von Lyttelton, um danach 7 m anzusteigen und sich in den nächsten Stunden weiter erratisch zu senken und zu heben. | mehrere tausend                                    |
| 27. August 1883         | Ausbruch des Krakatau                                                                 | Nach der Explosion des Vulkans Krakatau entstand ein großer Tsunami, der im nahen Umkreis 40 m hohe Flutwellen auslöste, durch die offiziell 36.417 Menschen starben. | 36.417                                             |
| 13. März 1888           | Vulkanausbruch auf der Ritter-Insel mit anschließendem Bergsturz                      | Nach einem Vulkanausbruch mäßiger Stärke (VEI 2) rutschte der Großteil der Inselflanke (etwa 5 km³) ins Meer, wodurch sich die Höhe der Insel von etwa 780 Meter auf nur mehr 140 Meter reduzierte. Vermutlich bis zu 15 Meter hohe Tsunamis folgten. Bei Hatzfeldhafen in Deutsch-Neuguinea wurde die acht Meter hohe Flutwelle eines Tsunamis beobachtet, der durch den Ausbruch des Vulkans und die Felsrutschung ausgelöst worden war. Es handelte sich um die größte im Kontext des Zusammenbruchs einer Vulkaninsel verursachte Trümmerlawine in historischer Zeit.                                                                          | geschätzt bis zu 3.000                             |
| 15. Juni 1896           | Meiji-Sanriku-Erdbeben                                                                | Der durch das Meiji-Sanriku-Erdbeben ausgelöste Tsunami, eine Wasserwand von 23 m Höhe, überraschte Japan während religiöser Feierlichkeiten. | 26.000                                             |

### 20. Jahrhundert
| Zeitpunkt               | Ereignis                                                  | Beschreibung | Tote                                                     |
| ----------------------- | --------------------------------------------------------- | --- | -------------------------------------------------------- |
| 15. Januar 1905         | Bergsturz in den Lovatnet-See                             | Ein Bergsturz vom Berg Ramnefjellet in den Lovatnet-See (Norwegen), geschätzt um die 350.000 Kubikmeter Geröll, verursachte einen rund 40 Meter hohen Tsunami, der am gegenüberliegenden Ufer des Sees 60 Häuser zerstörte und 61 Einwohner der Dörfer Bødal und Nesdal tötete. (Siehe auch den Eintrag für das Jahr 1936 weiter unten.) | 61                                                       |
| 31. Januar 1906         | Erdbeben Ecuador-Kolumbien 1906                           | Ein schweres Erdbeben mit einer Magnitude von 8,8 ereignete sich ca. 70 Kilometer westlich der Küstenlinien von Kolumbien und Ecuador. Das Beben verursachte Tsunamis von bis zu sechs Metern Höhe, die entlang der genannten Küstengebiete mindestens 500 Menschen das Leben kosteten. Insgesamt forderte das Erdbeben bis zu 1.000 Todesopfer. | mindestens 500                                           |
| 28. Dezember 1908       | Erdbeben von Messina 1908                                 | Ein Erdbeben der Magnituden-Stärke von 7,1 ereignete sich in der Straße von Messina. Die Stadt Messina wurde durch das Beben völlig zerstört. Rund zehn Minuten nach den Erdstößen traf ein rund 13 Meter hoher Tsunami, der vermutlich durch einen vom Beben verursachten unterseeischen Erdrutsch ausgelöst worden war, die in Trümmern liegende Küstenstadt. Viele der Überlebenden des Bebens, die sich entlang der offenen Küstenlinie vor den zusammenbrechenden Gebäuden in Sicherheit bringen wollten, wurden dort Opfer des Tsunami. Insgesamt kamen bei dieser schwersten Naturkatastrophe des 20. Jahrhunderts in Europa mindestens 75.000 Menschen ums Leben, wobei nicht festzustellen ist, wie viele der Opfer durch das Erdbeben oder den Tsunami getötet wurden. | mindestens 75.000                                        |
| 11. Oktober 1918        | Erdbeben bei Puerto Rico 1918                             | In der Mona-Passage, westlich von Puerto Rico, ereignete sich ein Erdbeben der Magnituden-Stärke von ca. 7,1. Das Beben verursachte nachfolgend einen Tsunami von bis zu sechs Metern Höhe entlang der Westküste Puerto Ricos. Insgesamt kamen durch das Erdbeben 116 Menschen ums Leben, davon fielen vermutlich 40 dem Tsunami zum Opfer, wobei alleine in der Stadt Aguadilla 32 Personen ertranken. | mindestens 40                                            |
| 13. April 1923          | Erdbeben vor der Ostküste Kamtschatkas                    | Ein starkes Erdbeben mit einer Magnituden-Stärke von etwa 7,9 bis 8,2 etwa 110 Kilometer südwestlich der Beringinsel verursachte Tsunamis von bis zu elf Metern Höhe entlang der Ostküste von Kamtschatka. Die Anbrandungshöhen sollen bei bis zu 30 Metern Höhe gelegen haben. Mindestens 36 Menschen kamen ums Leben, zumeist Fischer. Auf der koreanischen Halbinsel sollen die Wellen bis zu 400 Vermisste verursacht haben. | mindestens 36, zudem ca. 400 Vermisste                   |
| 1. September 1923       | Großes Kantō-Erdbeben 1923                                | Im Kontext des verheerenden Kantō-Erdbebens von 1923, welches große Teile Yokohamas und auch Tokios zerstörte und über 100.000 Menschen tötete, wurde durch das Beben auch ein Tsunami ausgelöst. Die Welle erreichte nahe Atami eine Höhe von bis zu zwölf Metern. Insgesamt war die Zahl der Opfer durch den Tsunami, zumal im Verhältnis zu der sehr hohen Gesamtanzahl an Opfern des Bebens und nachfolgender Brände, jedoch sehr niedrig und lag geschätzt zwischen 60 und 150 Personen. | mindestens 60                                            |
| 18. November 1929       | Neufundlandbank-Tsunami                                   | Ein Erdbeben mit einer Magnituden-Stärke von 7,2 nahe der Neufundlandbank, etwa 265 Kilometer südöstlich der Burin-Halbinsel, verursachte drei aufeinanderfolgende und bis zu 13 Meter hohe Tsunamis, die entlang der Küstenlinie der genannten Halbinsel schwere Schäden verursachten (an einigen Stellen drang das anbrandende Wasser bis in 27 Meter Höhe vor). Unter anderem die Küstenorte Port au Bras, Taylor's Bay und St. Lawrence wurden schwer getroffen. Insgesamt kamen 28 Menschen ums Leben. | 28                                                       |
| 2. März 1933            | Shōwa-Sanriku-Erdbeben                                    | Das schwere Shōwa-Sanriku-Erdbeben, welches sich östlich der Region Tōhoku ereignete und eine Magnituden-Stärke von 8,4 bis 8,5 erreichte, verursachte einen Tsunami, der in Ōfunato mit einer Wellenhöhe von bis zu 28,7 Metern auf die Küste traf. Über 7.000 Häuser wurden zerstört. Insgesamt forderte alleine der Tsunami 1.522 Todesopfer und 1.544 Vermisste. | mindestens 1.522, zudem 1.544 Vermisste                  |
| 7. April 1934           | Bergsturz in den Tafjorden                                | Ein Bergsturz vom Berg Langhamaren in den norwegischen Fjord Tafjorden (Kommune Fjord, Vestlandet), etwa drei Millionen Kubikmeter Gestein stürzten aus rund 700 Meter Höhe in den Fjord, generierte einen Tsunami, der am Einschlagsort der Gesteinsmassen über 60 Meter Höhe erreichte. Die beiden Orte Tafjord und Fjørå wurden von bis zu 17 Meter hohen Wellen getroffen und völlig verwüstet, wobei das Wasser über 300 Meter landeinwärts vordrang. 40 Menschen kamen ums Leben. | 40                                                       |
| 13. September 1936      | Bergsturz in den Lovatnet-See                             | Bei einem erneuten Bergsturz vom Berg Ramnefjellet in den Lovatnet-See entstand ein bis zu 70 Meter hoher Tsunami. An den Ufern des Sees starben insgesamt 74 Menschen, rund 100 Gebäude wurden zerstört. Ein Ausflugsschiff wurde von der Welle rund 350 Meter weit ins Landesinnere hinein getragen. Die Dörfer entlang des Sees wurden daraufhin aufgegeben, so dass bei einem weiteren Erdrutsch mit Flutwelle im Jahre 1950 keine Opfer zu beklagen waren. | 74                                                       |
| 7. Dezember 1944        | Erdbeben vor der Kii-Halbinsel                            | Ein unterseeisches Beben, auch als Tōnankai-Erdbeben bezeichnet, der Magnitudenstärke von 8,1 nordöstlich der Kii-Halbinsel (Ostküste Honshūs) verursachte einen bis zehn Meter hohen Tsunami, der die japanischen Küstenstädte Shingū und Tsu schwer verwüstete. Insgesamt kamen durch das Erdbeben und den Tsunami nach offiziellen Statistiken 3.358 Menschen ums Leben, wovon vermutlich mehr als 1.250 Personen dem Tsunami zum Opfer fielen. Diese Angaben zu Opfern müssen jedoch als unsicher angesehen werden, da sich die Naturkatastrophe zu Kriegszeiten beziehungsweise im letzten Jahr des Pazifikkrieges ereignete und die japanischen Behörden die Auswirkungen der Katastrophe zensierten, um die Moral innerhalb der Bevölkerung nicht übermäßig zu beeinträchtigen. | mindestens 1.250                                         |
| 1. April 1946           | Erdbeben bei den Aleuten                                  | Ein schweres Erdbeben der Magnitude von 8,1 ereignete sich etwa 90 Kilometer südlich der Inseln Unalaska und Unimak Island und verursachte Tsunamis von bis zu 35 Metern Höhe. Auf Unimak Island riss der Tsunami die fünfköpfige Besatzung des Leuchtturmes Scotch Cap Light in den Tod. Nur etwa fünf Stunden später erreichten die immer noch bis zu zehn Meter hohen Wellen das fast 3.700 Kilometer entfernte Hawaii, wo sie 159 Menschen töteten. Eine weitere Person starb in Kalifornien. | 165                                                      |
| 26. März + 17. Mai 1947 | Erdbeben vor der Ostküste Neuseelands (Gisborne-Tsunamis) | Ein Erdbeben der Magnitudenstärke von ca. 7,0 ereignete sich vor der Ostküste der Nordinsel Neuseelands, östlich der Hafenstadt Gisborne. Rund 30 Minuten nach dem Beben trafen Tsunamis von bis zu 13 Metern Höhe auf die Küste. Es gab keine Todesopfer, weil die Strände jahreszeitbedingt leer waren. Etwa 115 Kilometer Küstenlänge waren von den Tsunamis betroffen. Schäden an Bauten, eine Brücke über den Pouawa River wurde weggeschwemmt und 800 Meter landeinwärts versetzt. Ein weiteres Beben (wiederum mit einer Magnitudenstärke von ca. 6,9 bis 7,0) im gleichen Gebiet am 17. Mai 1947 erzeugte erneut einen Tsunami, dieses Mal von rund sechs Metern Höhe. Todesopfer waren auch hierbei keine zu beklagen. | vermutlich keine                                         |
| 5. November 1952        | Erdbeben vor der Ostküste Kamtschatkas                    | Ein sehr schweres Erdbeben der Magnituden-Stärke 9,0 ereignete sich im Kurilengraben, etwa 130 Kilometer vor der Küste Kamtschatkas. Das Beben verursachte einen bis zu 18 Meter hohen Tsunami, der die sowjetische Küstenstadt Sewero-Kurilsk völlig zerstörte. Mindestens 2.336 Einwohner der Stadt kamen dabei ums Leben. Zerstörungen gab es auch in anderen Ortschaften Kamtschatkas und der Kurilen; die Schätzungen über die Gesamtzahl der Opfer durch das Erdbeben und den Tsunami reichen bis zu 15.000 Toten. | mindestens 2.336, insgesamt möglicherweise bis zu 15.000 |
| 9. Juli 1956            | Erdbeben in der Ägäis                                     | In der Ägäis, nahe der Insel Amorgos (der östlichsten Kykladeninsel), ereignete sich ein Erdbeben der Magnituden-Stärke 7,7. Vermutlich lösten unterseeische Erdrutsche, die vom Beben verursacht wurden, einen Tsunami aus, der auf den Inseln Amorgos und Santorin teils erhebliche Schäden verursachte. Auf Amorgos erreichte der Tsunami bis zu 20 Meter Höhe. Es handelte sich um die größten Tsunamis im Mittelmeerraum im 20. Jahrhundert. Insgesamt kamen 53 Menschen durch das Erdbeben ums Leben, wobei der Tsunami jedoch nur für drei Todesopfer verantwortlich gewesen sein soll. | 3                                                        |
| 9. März 1957            | Erdbeben im Aleutengraben                                 | Mit einer Magnituden-Stärke 8,6 erschütterte eine schweres Erdbeben die Westausläufer der Aleuten. Das Zentrum des Bebens lag im Aleutengraben, nahe der Andreanof Islands. Das Beben verursachte Tsunamis von bis zu 23 Metern Höhe auf Unimak Island. Die Tsunamis überquerten den gesamten Pazifik. Auf Kauaʻi (Hawaii) traten Wellen von bis zu elf Metern Höhe auf, auf den Marquesas-Inseln erreichten die Wellen noch sechs Meter Höhe. So weit bekannt, gab es keine Todesopfer. | vermutlich keine                                         |
| 9. Juli 1958            | Bergsturz in der Lituya Bay                               | Ein Erdbeben der Magnituden-Stärke 7,8 führte in der Lituya Bay (Alaska) zu einem Bergsturz in die gleichnamige Bucht. Etwa 90 Millionen Tonnen Gestein und Eis rutschten in die Meeresbucht und verursachten einen Megatsunami, der auf dem gegenüberliegenden Uferhang der engen fjordähnlichen Bucht bis auf eine Höhe von über 520 Meter Bewuchs, Bäume und Gestein wegriss. Die Opferzahlen waren relativ niedrig, da das Gebiet quasi nicht besiedelt war. Insgesamt fünf Personen kamen ums Leben, darunter zwei Fischer in einem Boot in der Bucht, ein weiterer Fischer und sein Sohn überlebten. | 5                                                        |
| 22. (23.) Mai 1960      | Erdbeben von Valdivia                                     | Das Erdbeben von Valdivia, das mit einer Magnituden-Stärke von 9,5 stärkste Erdbeben des 20. Jahrhunderts, erzeugte einen bis zu 25 Meter hohen Tsunami im Pazifik, der vor allem im Süden Chiles schwere Schäden verursachte. Besonders stark betroffen war das Küstengebiet zwischen den Städten Lebu und Puerto Aysén, wo es hunderte Todesopfer gab. In Hilo auf Hawaii (10,6 Meter Wellenhöhe) kamen 61 Menschen ums Leben, doch konnte durch ein erstes Warnsystem der Ort weitgehend rechtzeitig evakuiert werden, als die Welle nach 15 Stunden die Inseln erreichte. In Japan (5,5 Meter Wellenhöhe) gab es mindestens 185 Tote, von den Philippinen wurden weitere 32 Tote und Vermisste durch den Tsunami gemeldet. In Neuseeland ertranken 200 Schafe und es wurde für einen kurzen Moment das Wrack des vor Whitianga 1840 gesunkenen Auswandererschiffes Buffalo freigelegt. Über die Gesamtanzahl der Opfer bei dieser Katastrophe gibt es abweichende Schätzungen, wobei die Höchstzahl an Toten mit etwa 6.000 angegeben wird. Der Tsunami soll hierbei für 1.655 Todesopfer im gesamten pazifischen Raum verantwortlich gezeichnet haben. | mindestens 1.655, insgesamt möglicherweise bis zu 6.000  |
| 25. Mai 1960            | Nachbeben aus Chile                                       | Auf Warnungen aus Hawaii 1,5 Stunden vor den Eintreffen wurde in Neuseeland tiefe Gebiete erfolgreich evakuiert. Andererseits liefen Schaulustige zur Küste. Die Welle war sehr gering, keine Schäden. Es war Neuseelands größte Evakuierungsmaßnahme. | keine                                                    |
| 9. Oktober 1963         | Katastrophe von Longarone                                 | Durch einen Bergrutsch am Monte Toc wurde der gerade erst geflutete Stausee von Vajont in Nordost-Italien nahezu völlig aufgefüllt. Die Gesteinsmassen verdrängten dabei grob die Hälfte der im Stausee gespeicherten Wassermassen (rund 50 Millionen Tonnen), die mit einer bis zu 200 Meter hohen Welle über die Staudamm-Krone gedrückt wurden (die Staumauer selbst hielt stand). Die dabei entstehende Flutwelle zerstörte die direkt unterhalb des Dammes liegende Gemeinde Longarone fast völlig, die Ortschaften Pirago, Rivalta und Villanova wurden schwer in Mitleidenschaft gezogen. Mindestens 1.917 Personen kamen ums Leben, jedoch gab es zudem noch ca. 1.300 Vermisste. | mindestens 1.917, zudem ca. 1.300 Vermisste              |
| 27. März 1964           | Karfreitagsbeben                                          | Am Karfreitag des Jahres 1964 ereignete sich ein sehr schweres Erdbeben der Magnituden-Stärke von 9,2, das zweitstärkste Erdbeben im 20. Jahrhundert, im Gebiet des Prinz-William-Sunds (Golf von Alaska), etwa 125 Kilometer ostsüdöstlich von Anchorage. Das Beben verursachte Tsunamis von über acht Metern Höhe. In der Shoup Bay (Alaska), rund 15 Kilometer westlich von Valdez, drang die anbrandende Welle an der Felsenküste bis in 67 Meter Höhe vor. Insgesamt kamen 128 Menschen ums Leben, darunter auch vier Kinder an der Küste in Oregon. | 128                                                      |
| 14. August 1968         | Erdbeben nordwestlich Sulawesi                            | In der Palu-Koro-Verwerfung, nordwestlich der Bucht von Palu, ereignete sich ein Erdbeben der Magnituden-Stärke von 7,4. Das Beben verursachte einen bis zu zehn Meter hohen Tsunami, welcher an einigen Stellen über 300 Meter weit ins Landesinnere vordrang. Rund 700 Häuser wurden zerstört, zwischen 200 und 213 Menschen kamen durch den Tsunami ums Leben. | mindestens 200                                           |
| 17. August 1976         | Erdbeben im Golf von Moro                                 | Ein schweres Erdbeben mit einer Magnituden-Stärke von ca. 7,9 bis 8,0 erschütterte den Golf von Moro südwestlich der philippinischen Insel Mindanao und verursachte Tsunamis von bis zu neun Metern Höhe. Geschätzt rund 700 Kilometer Küstenlinie waren von den Wellen betroffen. Vermutlich kamen bis zu 8.000 Menschen ums Leben, etwa 10.000 Verletzte waren zu beklagen. Der Tsunami soll für mindestens 3.564 der genannten Todesopfer des Erdbebens verantwortlich gewesen sein, dazu kamen noch mehr als 1.500 Vermisste, die ebenfalls direkt als im Zusammenhang mit dem Tsunami stehend angesehen werden. | mindestens 3.564, zudem ca. 1.500 Vermisste              |
| 12. Dezember 1979       | Erdbeben von Tumaco 1979                                  | Ein starkes Erdbeben mit einer Magnituden-Stärke von 7,9 bis 8,2, dessen Epizentrum etwa 75 Kilometer westlich von Tumaco im Pazifik lag, erschütterte die Westküste Kolumbiens. Das Beben löste vier aufeinanderfolgende Tsunamis von bis zu sechs Metern Höhe aus, die unter anderem die Küstenorte El Charco, Guapi und Tumaco völlig verwüsteten. Nach offiziellen Einschätzungen der kolumbianischen Behörden kamen mindestens 454 Menschen ums Leben, dazu kamen noch einmal 125 Vermisste. Da durch das Erdbeben selbst im Landesinneren nur etwa 40 bis 45 Todesopfer zu beklagen waren, wären die Tsunamis insofern für mindestens 410 Tote verantwortlich. | mindestens 410, zudem ca. 125 Vermisste                  |
| 26. Mai 1983            | Erdbeben im Japanischen Meer                              | Ein starkes Erdbeben mit einer Magnituden-Stärke von 7,8 löste im Norden von Japan, westlich des südwestlichen Endes von Hokkaidō, einen Tsunami aus, der auf der Oga-Halbinsel eine Höhe von fast 15 Metern erreichte. In der Präfektur Akita wurden etwa 60 Gebäude und 700 Boote zerstört. Erhebliche Schäden durch die Wellen entstanden auch in Südkorea, wo die Wellen noch eine Höhe von über sieben Metern erreichten. Insgesamt kamen durch das Erdbeben 107 Menschen ums Leben (104 in Japan, drei in Südkorea), davon 100 durch den Tsunami. | 100                                                      |
| 2. September 1992       | Nicaragua-Erdbeben                                        | Durch das Nicaragua-Erdbeben 1992 mit einer Magnituden-Stärke von 7,7, dessen Epizentrum etwa 120 Kilometer westlich von Managua im Pazifik lag, wurde ein Tsunami von etwa zehn Metern Höhe verursacht, der entlang der Küsten Nicaraguas und Costa Ricas mindestens 170 Menschen tötete, rund 13.500 Personen wurden obdachlos. | mindestens 170                                           |
| 12. Dezember 1992       | Floresbeben von 1992                                      | Ein Erdbeben der Magnituden-Stärke 7,8 ereignete sich etwa 35 Kilometer nördlich des östlichen Gebietes der indonesischen Insel Flores. Das Beben verursachte einen Tsunami, der nur zwei Minuten später die Küstenlinie erreichte und Küstendörfer unter anderem bei Kap Watupajung (wo die Welle eine Anbrandungshöhe von rund 26 Metern erreichte) völlig zerstörte. An einigen Stellen drang die Welle bis zu 600 Meter weit ins Landesinnere vor. Insgesamt kamen alleine durch den Tsunami mindestens 1.690 Menschen ums Leben, 18.000 Gebäude wurden zerstört. Die Gesamtanzahl der umgekommenen Personen, inklusive der Erdbebenopfer, wird auf ca. 2.500 geschätzt. | mindestens 1.690                                         |
| 12. Juli 1993           | Erdbeben südwestlich Hokkaidō                             | Ein Erdbeben der Magnituden-Stärke von 7,7 bis 7,8 südwestlich von Hokkaidō, nahe der Insel Okushiri, löste einen Tsunami von mehr als 30 Metern Höhe aus, der nur wenige Minuten nach dem Beben die japanischen Küstenstädte erreichte. Besonders schwer getroffen wurde die Stadt Aonae. Bedingt durch die Zerklüftung der Küste und umfangreiche Schutzbauten konnten schlimmere Folgen indessen verhindert werden. Insgesamt kamen durch das Erdbeben 230 Menschen ums Leben, davon wurden mindestens 120 Personen Opfer des Tsunami. | mindestens 120                                           |
| 14. Mai 1995            | Erdbeben vor Alor 1995                                    | Ein Erdbeben der Magnituden-Stärke von 6,9 südöstlich der indonesischen Insel Alor verursachte einen Tsunami von etwa 1,5 Metern Höhe. Die Welle zerstörte in Osttimor mindestens 40 Fischerboote. Elf Personen gelten als vermisst, darüber hinaus waren 19 Verletzte zu beklagen. | 11 Vermisste                                             |
| 17. Juli 1998           | Erdbeben vor Papua-Neuguinea                              | Vor der Nordküste von Papua-Neuguinea, etwa 25 Kilometer nordöstlich von Aitape, ereignete sich ein Erdbeben der Magnituden-Stärke von 7,0 und verursachte drei aufeinanderfolgende Tsunamis von bis zu 15 Metern Höhe. Die Wellen, vermutlich durch unterseeische Erdrutsche ausgelöst, erreichten rund zehn Minuten nach dem Beben die Küste und zerstörten unter anderem die Siedlungen Sissano, Warupu und Arup fast vollständig. Mindestens 2.200 Menschen kamen durch die Tsunamis ums Leben. Insgesamt forderte das Erdbeben rund 2.700 Tote und rund 10.000 Verletzte. | mindestens 2.200                                         |
| 17. August 1999         | Erdbeben von Gölcük 1999                                  | Ein Erdbeben mit einer Magnituden-Stärke von 7,6 erschütterte den Nordwesten der Türkei. Das Beben löste im Marmarameer einen lokalen Tsunami von etwa 2,5 Metern Höhe aus (Anbrandungshöhen bis zu vier Meter). In Gölcük wurde die dortige Marinebasis beschädigt. Obgleich das Erdbeben selbst schwere Schäden und hohe Opferzahlen verursachte, ist nicht bekannt, ob es zu Todesfällen durch den Tsunami kam. | vermutlich keine                                         |

### 21. Jahrhundert
| Zeitpunkt          | Ereignis                                 | Beschreibung | Tote               |
| ------------------ | ---------------------------------------- | --- | ------------------ |
| 21. Mai 2003       | Erdbeben vor Algerien                    | Das Erdbeben vor Algerien tötete mehr als 2000 Menschen und löste einen kleinen Tsunami aus, der auf Mallorca und Ibiza zu lokalen Überschwemmungen führte. |                    |
| 26. Dezember 2004  | Erdbeben im Indischen Ozean              | Durch ein Erdbeben im Indischen Ozean vor der Insel Sumatra, das eine Magnitude um 9,3 hatte – das drittstärkste je gemessene Beben –, ereignete sich eine der bisher schlimmsten Tsunamikatastrophen der Geschichte. Mindestens 231.000 Menschen in acht asiatischen Ländern wurden getötet. Die Wellenenergie breitete sich mehrere tausend Kilometer bis nach Ost- und Südostafrika aus und forderte als Flutwelle dort weitere Opfer. | mindestens 231.000 |
| 17. Juli 2006      | Erdbeben vor Java                        | Ein Seebeben vor der indonesischen Insel Java löste einen Tsunami aus, durch den über 700 Menschen ums Leben kamen. | mindestens 700     |
| 2. April 2007      | Erdbeben bei den Salomonen               | Ein Seebeben bei den Salomonen der Stärke 8,0 löste im Südpazifik einen Tsunami aus, der die Salomonen-Inseln verwüstete, die Flutwelle war bis zu zwölf Meter hoch. Das Epizentrum lag nur 40 Kilometer südöstlich von Gizo, es wurden mindestens zwölf bis 20 Menschen getötet. | mindestens 43      |
| 30. September 2009 | Erdbeben bei den Samoainseln             | Ein Erdbeben vor der Küste der Samoainseln mit der Stärke 8,0 löste einen Tsunami aus, der Teile der Inseln verwüstete. Dabei kamen auf Samoa, Amerikanisch-Samoa und Tonga insgesamt 189 Menschen ums Leben. | 189                |
| 26. Oktober 2010   | Sumatra-Erdbeben                         | Ein Erdbeben der Stärke 7,2 bis 7,5 löste auf den Mentawai-Inseln vor Sumatra einen Tsunami mit gut drei Meter hoher Flutwelle aus, die bis zu 600 Meter landeinwärts drang. | mindestens 435     |
| 11. März 2011      | Tōhoku-Erdbeben, Japan                   | In Folge eines Erdbebens der Stärke 9,0 traf ein Tsunami mit einer Höhe bis zu 23 Metern die ostjapanische Küste vor Tōhoku. Die Flutwellen breiteten sich über den gesamten Pazifikraum aus, trafen die Küsten anderer Länder aber weniger stark als zunächst befürchtet. Noch Wochen später waren diverse Nachbeben und neue starke Erdbeben zu spüren. Die japanische Polizei ging im Januar 2012 von 15.844 Toten und noch 3.450 Vermissten aus. Durch diesen Tsunami wurde auch die Nuklearkatastrophe von Fukushima ausgelöst. Ebenso lösten sich in der ca. 13.000 km entfernten Antarktis größere Eisberge vom Schelfeis, dies konnte mittels Envisat-Satelliten beobachtet werden. | etwa 19.300        |
| 17. Oktober 2015   | Bergrutsch in der Icy Bay, Alaska        | Ein Bergrutsch in der Icy Bay löste einen Tsunami von 150 m Höhe aus. Es kamen keine Menschen zu Schaden. | 0                  |
| 18. Juni 2017      | Tsunami in Grönland                      | Ein Bergrutsch 32 km nordöstlich des grönländischen Ortes Nuugaatsiaq löste einen Tsunami aus, durch den vier Personen getötet, neun verletzt und elf Häuser zerstört wurden. | 4                  |
| 28. September 2018 | Erdbeben Sulawesi, Indonesien            | Ein Erdbeben mit einer Stärke 7,5 vor der Insel Sulawesi und ein folgender Tsunami töteten über 2000 Menschen. Die Flutwelle erreichte eine Höhe von 6 Meter. Der größte Teil der Toten wurde vom Erdbeben direkt – ohne Beteiligung des Tsunamis – verursacht. | 2037               |
| 22. Dezember 2018  | Tsunami auf Java und Sumatra, Indonesien | Ein Ausbruch des Vulkans Anak Krakatau verursachte ein Beben der Magnitude 3,4 und dadurch einen Teilkollaps des Kraters; Gestein rutschte ins Meer, was wiederum den Tsunami auslöste. Die Eruption erfolgte um 21:03 Uhr Ortszeit (15:03 Uhr MEZ), 24 Min. später traf der Tsunami auf Land. Die erste Welle war 2–3 m hoch, die zweite 4 m. Das Tsunamiwarnsystem wurde nicht ausgelöst, weil es nur auf – schwerere – Erdbeben reagiert. | 429                |
| 15. Januar 2022    | Vulkanausbruch Hunga Tonga 2022          | Ein Ausbruch des Vulkans Hunga Tonga-Hunga Haʻapai führte zu einer Beben-Magnitude von 5,8 und einem Tsunami mit 1,2 Meter hohen Wellen in Tonga. Zu Überschwemmungen kam es unter anderem auch an Küsten in Neuseeland, Japan, Kalifornien, Chile sowie in Peru, wo zwei Menschen starben. Stärkste registrierte Eruption seit Beginn des 20. Jahrhunderts. | mindestens 2       |
| 29. Juli 2025      | Erdbeben vor Kamtschatka 2025            | Ein schweres Erdbeben der Magnitudenstärke von 8,8 ereignete sich südöstlich von Kamtschatka. Das Beben löste Tsunamis von bis zu sechs Metern Höhe aus. Mehrere Millionen Menschen wurden unter anderem in Japan, auf Hawaii und in Chile aus küstennahen Gebieten evakuiert. Bedingt durch die schnell anlaufenden Evakuierungsmaßnahmen, gab es nur wenige Personenschäden. In Japan starb eine Frau bei einem Verkehrsunfall, der im Zusammenhang mit den Evakuierungen geschah. | mindestens 1       |